# Ochodaeus seleuciensis
Ochodaeus seleuciensis là một loài bọ cánh cứng trong họ Ochodaeidae. Loài này được Petrovitz miêu tả khoa học đầu tiên năm 1963.